# Dirección General de Estadísticas, Encuestas y Censos
O Instituto Nacional de Estadística (INE) é o departamento de estatística do Paraguai e responsável por trabalhos populacionais, censos, pesquisas como a EPH (PNAD local), e trabalhos como estatísticas vitais (natalidade-mortalidade). Anteriormente era conhecido como a Dirección General de Estadísticas, Encuestas y Censos (DGEEC).
Funciona como uma dependência da Secretaria Técnica de Planificación da Presidência da República do Paraguay, e tem sede no município de Fernando de la Mora, na área metropolitana de Asunción.
Atualmente é administrada pela Lic. Zulma Sosa.